# Jean Dambrun
Pour les articles homonymes, voir Dambrun.
Jean Dambrun, né à Paris le 18 octobre 1744 et mort après 1808 ou 1814, est un dessinateur et graveur français, considéré comme l'un des maîtres de l'illustration au XVIIIe siècle. Il est l'auteur de plusieurs centaines de pièces.

## Biographie
La vie de Dambrun est fort mal connue à ce jour. Le qualifiant de « maître de l'illustration », Marcel Roux (1884-1956), coordinateur des premiers tomes de l'Inventaire du fonds français du Cabinet des estampes (BNF, Paris), estime qu'il est né à Paris en 1741, ce que signalaient déjà Füssli et Henri Beraldi. 
Toutefois, dans l’Histoire artistique et archéologique de la gravure en France (Paris, 1849), Alfred Bonnardot le dit né en 1745. Il serait dès lors tentant de l’identifier avec Jean Dambrun, baptisé à l’église Sainte-Marguerite de Paris le 19 octobre 1744, « né d’hier, fils de Pierre Bernard Dambrun boulanger et d’Anne Comillet sa femme ».
Pour le reste, on ne peut que suivre son travail à travers sa signature qu'il laisse sur plus de 500 estampes, dont une grande majorité de vignettes, les plus récentes étant datées 1814, sans compter les possibilités de retirage.
L'une de ses plus anciennes pièces daterait du début des années 1770, elle rapporte à un opéra-comique de Sedaine, Le Déserteur, créé à Paris le 6 mars 1769. Dambrun interprète ici un dessin de Queverdo (1748-1797), artiste peintre dont il gravera de nombreux travaux, outre des portraits, une très intéressante série d'almanachs et de calendriers qui mettent en lumière des scènes de la vie quotidienne à Paris. Si Portalis ne lui cite aucun maître, quand d'autres sources signalent Jacques-Philippe Le Bas, il constate aussi que Dambrun est arrivé à la gravure assez tardivement. On lui passe commande de façon soutenue à partir de 1780, et au moins jusqu'en 1808.

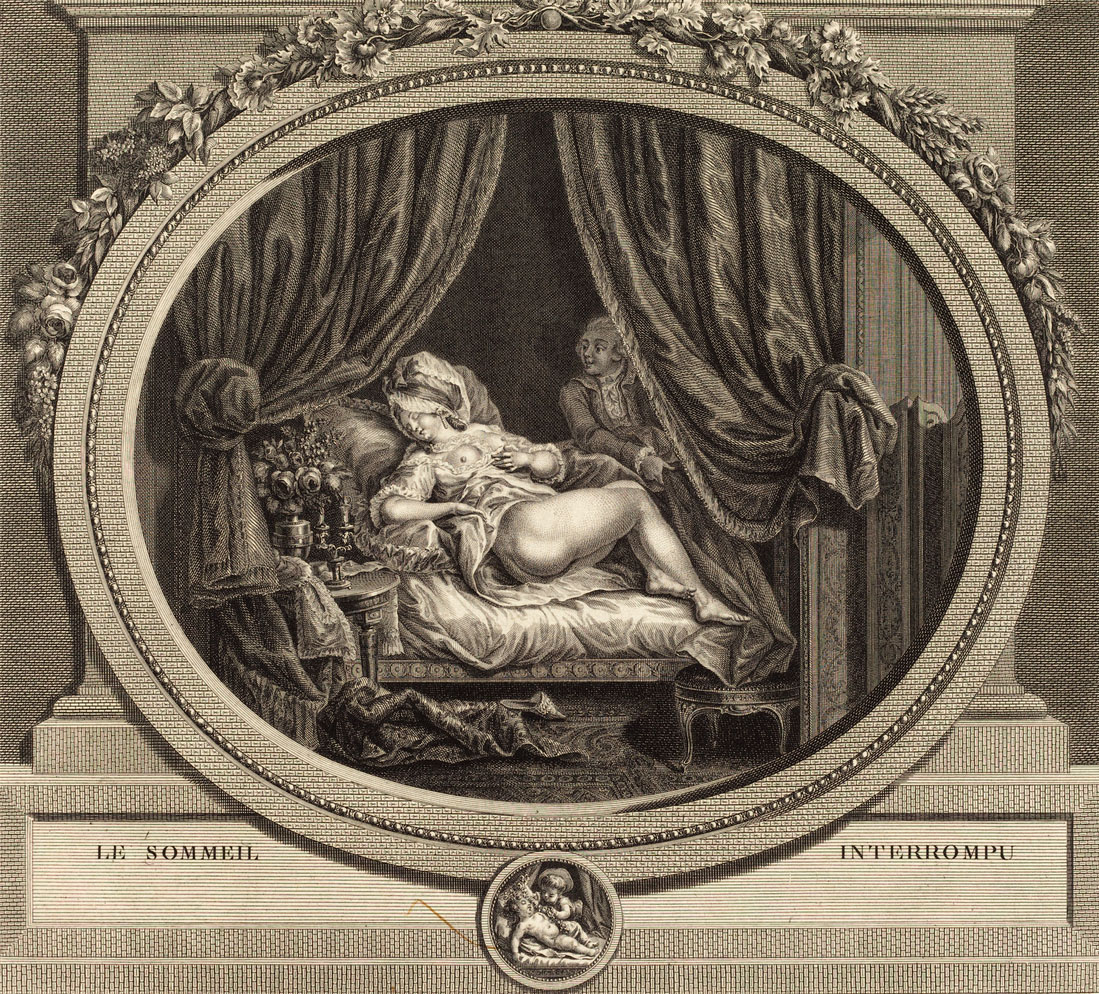
Le Sommeil interrompu, d'après Queverdo, Washington D.C., National Gallery of Art.

Dambrun semble très lié à Queverdo puisque le 5 mars 1778, il est le parrain de l'enfant de celui-ci : les registres paroissiaux révèlent qu'il habite rue de la Montagne-Sainte-Geneviève avec son épouse, Marie-Pierrette-Adélaide Carmeliole. Plus tard, le 25 juillet 1793, sa carte de sûreté de citoyen révèle qu'il habite au 173 de la rue Saint-Jacques. 
Selon ces mêmes spécialistes de la gravure, les plus belles pièces de Dambrun sont celles qui interprètent les dessins de Jean-Michel Moreau et Clément-Pierre Marillier. Comme illustrateur, Dambrun se fait remarquer en exécutant de nombreuses vignettes d'après Moreau, pour les éditions complètes de l'œuvre de Voltaire, dite l'« édition de Kehl », en 70 volumes (1784-1789).
Il est aussi l'auteur du frontispice du Cabinet de Monsieur Poullain dessiné à Paris en 1780 par le graveur-marchand Lebrun et publié par Basan puis, participe entre autres à la Galerie du Palais Royal de Jacques Couché (1786-1808).
Durant la seconde partie de sa vie, Dambrun a beaucoup terminé les travaux gravés par d'autres. Au cours des années 1782-1784, il lui arrive de signer « J. B. Dambrun » et la presse de l'époque d'écrire son nom « d'Embrun ».